# پیز اولت
پیز اولت (به لاتین: Piz Ault) یک کوه در سوئیس است که در کانتون گراوبوندن واقع شده‌است. پیز اولت ۳٬۰۲۷ متر بالاتر از سطح دریا واقع شده‌است.